# A tengerparton (festmény)
A tengerparton Pierre-Auguste Renoir festménye, melyet 1883-ban festett a művész. A kép jelenleg a New York-i Metropolitan Művészeti Múzeumban látható.

## Története
Renoir 1881-82-ben hosszabb utat tett Olaszországban, és a reneszánsz művészet hatása alá került. Ennek nyomán, sok más festőhöz hasonlóan, akik vele együtt az impresszionizmus hívei voltak az 1870-es években, új utakat keresett festészetében. Jobban hangsúlyozta a kontúrokat, elhagyta azt az elvet, hogy a jeleneteket feltétlenül a szabadban kell rögzíteni a fény és a levegő hatásainak minél teljesebb érzékeltetése kedvéért.
1883 nyarán Renoir egy hónapot töltött Guernsey szigetén. Több mint 15 képet kezdett el festeni ezen az útján, amelyeket később párizsi stúdiójában fejezett be.
Bár A tengerparton című képe minden bizonnyal magában hordozza ennek az útnak az élményeit is, a művészettörténészek szerint az itt ábrázolt táj nem a Csatorna-szigeteken, hanem Dieppe közelében, a szárazföldi Normandia partján található.
A modell Aline Charigot volt, akit a művész 1890-ben vett el feleségül. Ívelt, sötét szemöldöke, fitos orra, kellemes, pirospozsgás arca Renoir ideálját testesítik meg; ezeket a vonásokat a festő sok más vásznán, más modellek esetében is fellelhetjük. 
A festmény Mrs. H. O. Havemeyer hagyatékából került a Metropolitanbe 1929-ben.